# Trollok (film)
A Trollok (eredeti cím: Trolls) 2016-ban bemutatott amerikai 3D-s számítógépes animációs film, amely a Thomas Dam által kitalált Troll játékfigurákon alapult. A 33. DreamWorks-film rendezői Mike Mitchell és Walt Dohrn. Az animációs játékfilm producere Gina Shay. A forgatókönyvet Jonathan Aibel, Glenn Berger és Erica Rivinoja írta, a zenéjét Christophe Beck szerezte. A mozifilm a DreamWorks Animation gyártásában készült, a 20th Century Fox forgalmazásában jelent meg. Műfaja zenés filmvígjáték. Dániában 2016. október 13-án, az Egyesült Államokban 2016. november 4-én, Magyarországon 2016. október 27-én mutatták be a mozikban.

## Cselekmény
A trollok a legvidámabb lények az egész világon, akik mást sem csinálnak, csak táncolnak, ölelkeznek, énekelnek és így tovább.  
Ellenségeik a mindig mogorva bergeniek, akik trollokat esznek, mert úgy hiszik, hogy csak akkor lehetnek ők is boldogok. 
Minden évben a trollfa köré gyűltek, ezt az ünnepet úgy hívják, hogy troll-lala.
A bergeniek uralkodójának fia, Porcos herceg életében először kóstolna meg egy trollt, ám épp a troll-lala ünnepén a trollok sikeresen megszöknek Bergenvárból, vezetőjük, Pepi király vezetésével. A bergeni Séfet ezért száműzik Bergenvárból, akinek ettől kezdve fő célja, hogy meglelje a trollokat, bosszút álljon a bergenieken, és ő legyen a bergeniek uralkodója. Ám a trollok szerencsésen megmenekülnek a bergeniektől és egy új földön telepszenek le.
20 évvel később Pipacs hercegnő, Pepi király lánya megrendezi az addigi legnagyobb, leghangosabb és legőrületesebb partiját. Mindenkit elhív, de az egyik troll, Ágas nem akar eljönni, mert fél, hogy a nagyon hangos buli miatt rájuk találnak a bergeniek. Igaza is lesz, mert a bergeni Séf észreveszi a tűzijátékot, rájuk talál, és  Pipacs hercegnő legjobb barátait elfogja. Pipacs Ágastól kér segítséget a barátai megmentésében, de ő nem akar vele menni. Így először egyedül próbálkozik, de végül Ágas rátalál (mert tudta, hogy egyedül nem fog boldogulni) és együtt folytatják az utat. Végül sok-sok akadály legyőzése után sikeresen eljutnak Bergenvárba.
Bergenvár palotájában azt látják, ahogy Porcos király meg akarja enni Csermelyt. Pipacs és Ágas követi Bridget-et, a bergeni konyhalányt, aki a Séfnek dolgozik. Pipacs meglátja Bridget falán Porcos király képeit és rájön, hogy szerelmes belé. Alkudni akar Bridget-tel, hogy szerveznek neki egy randit cserébe, ha segít nekik megmenteni Csermelyt. Bridget beleegyezik. Amikor a trollok elkezdenek énekelni, Bridget furcsának találja, hogy Ágas miért nem énekel. Pipacs mérges lesz Ágasra, nem érti, miért nem akar énekelni. Ágas felfedi, hogy kisgyerekként elvesztette a nagymamáját, mikor az éneklése miatt nem vette észre a közeledő bergenit, aki így a nagymamáját rabolta el. Attól kezdve többé nem énekelt, nem táncolt, még eredeti színét is elvesztette.
Ágas utólagos (de éneklést továbbra is ellenző) segítségével a trollok átváltoztatják Bridget-et Lady Csillámszikrává és szép szivárványszínű hajat formáznak neki a saját hajukkal. Elmegy randizni Porcos királlyal, és a randi végén a király megmutatja neki a dobozt, amibe Csermelyt rejtette el. Így most már biztos, hogy Csermely életben van. Amikor azonban a trollok megszerezik a dobozt, az furcsa módon üres. Rájönnek, hogy ez egy csapda, amit a Séf eszelt ki, hogy elkapja őket, és kiderült, hogy Csermely elárulta őket és most már a Séfnek dolgozik. Ellopja Pipacstól a kis kolompját, amivel előcsalogatja a többi trollt, így a Séf és a többi bergeni egytől-egyig elkapták őket is, és egy lábasba zárják mindannyiukat.
Pipacs szomorú, amiért elrontott mindent, és mindenkit veszélybe sodort, így elveszti a reményt, és  szürkévé változik. A többi troll is úgyszintén. Azonban Ágas (aki végre felismerte a boldogságot, ami valójában végig ott volt benne, csak egy kis segítség kellett hozzá, hogy előcsalogassa) dalra fakad, és sikerül visszaadnia a többi troll hitét, valamint még Pipacsnak is elismeri az iránta érzett szerelmét. Pipacs, akárcsak a többi troll  újra boldogok lesznek, és még Ágas is visszanyeri eredeti, ragyogó  színét.
Bridget kiszabadítja a trollokat, és menekülésre buzdítja őket, noha tisztában van vele, hogy a többi bergeni ezért árulással vádolja majd. Pipacs azonban nem hagyja bergeni barátját a bajban, ezért a többi trollal együtt Bridget után sietnek és felfedik Porcos király előtt, hogy ő volt Lady Csillámszikra, egyúttal arra is ráébresztik a bergeniket, hogy anélkül is lehetnek boldogok, hogy trollt esznek. A bosszúszomjas Séf minden áron ellenzi ezt, és a trollok megölésére készül, de végül Bridget megmenti őket, a Séfet pedig (az áruló Csermellyel együtt) elkergetik, egy lángoló kiskocsin kigurítják a városból.
A trollok és a bergeniek ettől kezdve együtt élnek tovább békében és boldogságban, Pipacsból pedig a trollok új királynője lesz, és beteljesíti az Ágassal való szerelmét.
A film végén megáll a kiskocsi, amin a Séfet gurították. A mohó bergeni meg akarja enni  Csermelyt, de végül mindkettejüket felfalja egy domboldal formájú szörnyeteg.

## Szereplők
| Szereplő            | Eredeti hang             | Magyar hang        | Leírás |
| ------------------- | ------------------------ | ------------------ | --- |
| Pipacs              | Anna Kendrick            | Csuha Bori         | A trollok hercegnője, és leendő uralkodója.                                                                        |
| Ágas                | Justin Timberlake        | Bereczki Zoltán    | Egy paranoiás mogorva troll, akit egyedül a túlélés vezérel.                                                       |
| Bridget             | Zooey Deschanel          | Kokas Piroska      | Egy kedves bergeni, aki konyhalányként dolgozik.                                                                   |
| II. Porcos király   | Christopher Mintz-Plasse | Kovács Lehel       | I. Porcos király fia, a bergeniek uralkodója.                                                                      |
| Porcos herceg       | Christopher Mintz-Plasse | Szalay Csongor     | II. Porcos király fiatalkori énje, aki a film elején a Trollalát várta.                                            |
| Séf                 | Christine Baranski       | Bertalan Ágnes     | A gonosz bergeni főszakács, aki Trollala nevű troll-lakomát rendez a többi bergeninek.                             |
| Csermely            | Russell Brand            | Szatory Dávid      | Egy bölcs, mindig optimista troll, ám később kiderül, hogy gyáva és elárulja a saját népét.                        |
| DJ Suki             | Gwen Stefani             | Kis-Kovács Luca    | A trollok zenekedvelő DJ-je.                                                                                       |
| I. Porcos király    | John Cleese              | Beregi Péter       | II. Porcos király apja, aki Bergenvár uralkodója volt.                                                             |
| Giga                | James Corden             | Elek Ferenc        | Egy hatalmas, vidám troll.                                                                                         |
| Pepi király         | Jeffrey Tambor           | Papp János         | A trollok vezetője, Pipacs hercegnő apja.                                                                          |
| Cooper              | Ron Funches              | Horváth Illés      | Egy zsiráf-szerű troll, aki négy lábon jár.                                                                        |
| Szatén              | Caroline Hjelt           | Bogdányi Titanilla | Két troll nővér, akiknek a hajuk össze van nőve, így olyan mintha egy kifeszített gumikötél lenne a fejük tetején. |
| Szalag              | Aino Jawo                | Laurinyecz Réka    | Két troll nővér, akiknek a hajuk össze van nőve, így olyan mintha egy kifeszített gumikötél lenne a fejük tetején. |
| Guy Diamond         | Kunal Nayyar             | Magyar Bálint      | Egy nagyon csillogós troll, aki csillámot tud kilövelni.                                                           |
| Harper              | Quvenzhané Wallis        | Bárány Virág       | Egy zöld troll, akinek színes festékfoltok vannak az arcán. Pipacs jó barátja.                                     |
| Csillagpor Mandy    | Grace Helbig             | Bárány Virág       | Ő csinálja az ölelő karkötőket.                                                                                    |
| Picúr               | Walt Dohrn               | Seszták Szabolcs   | Egy aprócska, ám mély és rezes hangú troll.                                                                        |
| Fuzzbert            | Walt Dohrn               | saját hangján      | Egy apró troll, akinek testét teljesen beborítja a haj, csak a lába látszik ki belőle.                             |
| Felhő srác          | Walt Dohrn               | Szabó Máté         | Egy két lábon járó, szellemes bárányfelhő.                                                                         |
| Kuki úr             | Walt Dohrn               | Forgács Gábor      | Giga házi kedvence, egy sárga kukac.                                                                               |
| Bibbly              | Rhys Darby               | Kapácsy Miklós     | II. Porcos király partedliárusa.                                                                                   |
| Harmatcsepp         | Meg DeAngelis            | Mohácsi Nóra       | Egy édes lánytroll.                                                                                                |
| Édes Cukihari       | Kandee Johnson           | Mohácsi Nóra       | Egy nagyon aranyos troll.                                                                                          |
| Rózsika nagyi       | GloZell Green            | Kocsis Mariann     | Ágas nagymamája, akit megevett bergeni Séf, mikor Ágas még kicsi volt.                                             |
| Szép Nyárfa         | Ricky Dillon             | Osbáth Márk        | Két mókás, folyton bohóckodó troll.                                                                                |
| Dáriusz             | Mike Mitchell            | Osbáth Norbert     | Két mókás, folyton bohóckodó troll.                                                                                |
| Starfunkle kapitány | Mike Mitchell            | Törköly Levente    | Bergenvárban lévő Starfunkle kapitány pizzériának tulajdonosa.                                                     |
| Chad                | Mike Mitchell            | Forgács Gábor      | II. Porcos király őrei.                                                                                            |
| Todd                | Curtis Stone             | Forgács Gábor      | II. Porcos király őrei.                                                                                            |
| Fiatal Pipacs       | Iris Dohrn               | Szűcs Anna Viola   | Pipacs hercegnő fiatalkori énje, aki film elején még csak csecsemő.                                                |
| Fiatal Ágas         | Liam Henry               | Berecz Kristóf Uwe | Ágas fiatalkori énje, a film elején még csak 5-6 év körüli kisgyerek.                                              |

- Énekhangok: Márkus Luca, Oláh Viktória, Philipp György, Schoblocher Barbara, Szentirmai Zsolt

## Dalok
| Magyar                       | Magyar | Angol                                                         | Angol |
| Dal                          | Előadó | Dal                                                           | Előadó |
| ---------------------------- | --- | ------------------------------------------------------------- | --- |
| Trollok népe                 | Csuha Bori Kis-Kovács Luca Elek Ferenc Horváth Illés Seszták Szabolcs Bogdányi Titanilla Laurinyecz Réka Magyar Bálint                           | Everybody (Move Your Feet / D.A.N.C.E. / It's a Sunshine Day) | Anna Kendrick Gwen Stefani James Corden Ron Funches Walt Dohrn Icona Pop Kunal Nayyar                                                 |
| Újból talpra állok én        | Csuha Bori | Get Back Up Again                                             | Anna Kendrick |
| Sound of Slience             | Csuha Bori | Sound of Slience                                              | Anna Kendrick |
| Hahó                         | Kokas Piroska | Hello                                                         | Zooey Deschanel |
| Nézd a csodát                | Kokas Piroska Csuha Bori Kis-Kovács Luca Elek Ferenc Horváth Illés Seszták Szabolcs Bogdányi Titanilla Laurinyecz Réka Magyar Bálint             | She's Comming Out (I'm Coming Out / Mo' Money Mo' Problems)   | Zooey Deschanel Anna Kendrick Gwen Stefani James Corden Ron Funches Walt Dohrn Icona Pop Kunal Nayyar                                 |
| Új fény gyúl (film verzió)   | Bereczki Zoltán Csuha Bori | True Colors (film version)                                    | Justin Timberlake Anna Kendrick |
| Átjár az érzés (film verzió) | Bereczki Zoltán Csuha Bori Kis-Kovács Luca Elek Ferenc Kokas Piroska Horváth Illés Bogdányi Titanilla Laurinyecz Réka Kovács Lehel Magyar Bálint | Can't Stop The Feeling (film version)                         | Justin Timberlake Anna Kendrick Gwen Stefani James Corden Zooey Deschanel Ron Funches Icona Pop Christopher Mintz-Plasse Kunal Nayyar |

## Filmzene
| 1.    | Hair Up                                           | Justin Timberlake, Gwen Stefani és Ron Funches                                                                                                 | 2:58 |
| 2.    | Can't Stop the Feeling!                           | Justin Timberlake | 3:57 |
| 3.    | Move Your Feet / D.A.N.C.E. / It's a Sunshine Day | Anna Kendrick, Gwen Stefani, James Corden, Ron Funches, Walt Dohrn, Icona Pop és Kunal Nayyar                                                  | 2:36 |
| 4.    | Get Back Up Again                                 | Anna Kendrick | 2:45 |
| 5.    | The Sound of Silence                              | Anna Kendrick | 0:48 |
| 6.    | Hello                                             | Zooey Deschanel | 1:37 |
| 7.    | I'm Coming Out / Mo' Money Mo' Problems           | Zooey Deschanel, Anna Kendrick, Gwen Stefani, James Corden, Ron Funches, Walt Dohrn, Icona Pop és Kunal Nayyar                                 | 1:01 |
| 8.    | They Don't Know                                   | Ariana Grande | 3:17 |
| 9.    | True Colors (film version)                        | Justin Timbelake és Anna Kendrick | 3:00 |
| 10.   | Can't Stop the Feeling! (film version)            | Justin Timbelake, Anna Kendrick, Gwen Stefani, James Corden, Zooey Deschanel, Ron Funches, Icona Pop, Christopher Mintz-Plasse és Kunal Nayyar | 3:57 |
| 11.   | September                                         | Justin Timbelake, Anna Kendrick és Earth, Wind & Fire                                                                                          | 3:54 |
| 12.   | What U Workin' With?                              | Gwen Stefani és Justin Timbelake | 3:12 |
| 13.   | True Colors                                       | Justin Timbelake és Anna Kendrick | 4:03 |
| 35:05 |                                                   | |      |

## Televíziós megjelenések
- HBO, HBO 2, HBO 3, Super TV2, Moziverzum, TV2 Kids
- TV2, Film+, RTL Három, RTL